# Comité olympique letton
Le Comité olympique letton est le comité national olympique de la Lettonie. En letton son nom Latvijas Olimpiskā Komiteja s'abrège en LOK. Fondé en 1922 et refondé en 1991, c'est une organisation non-gouvernementale qui appartient aux Comités olympiques européens. Son président est Jānis Buks.